# منبع پی

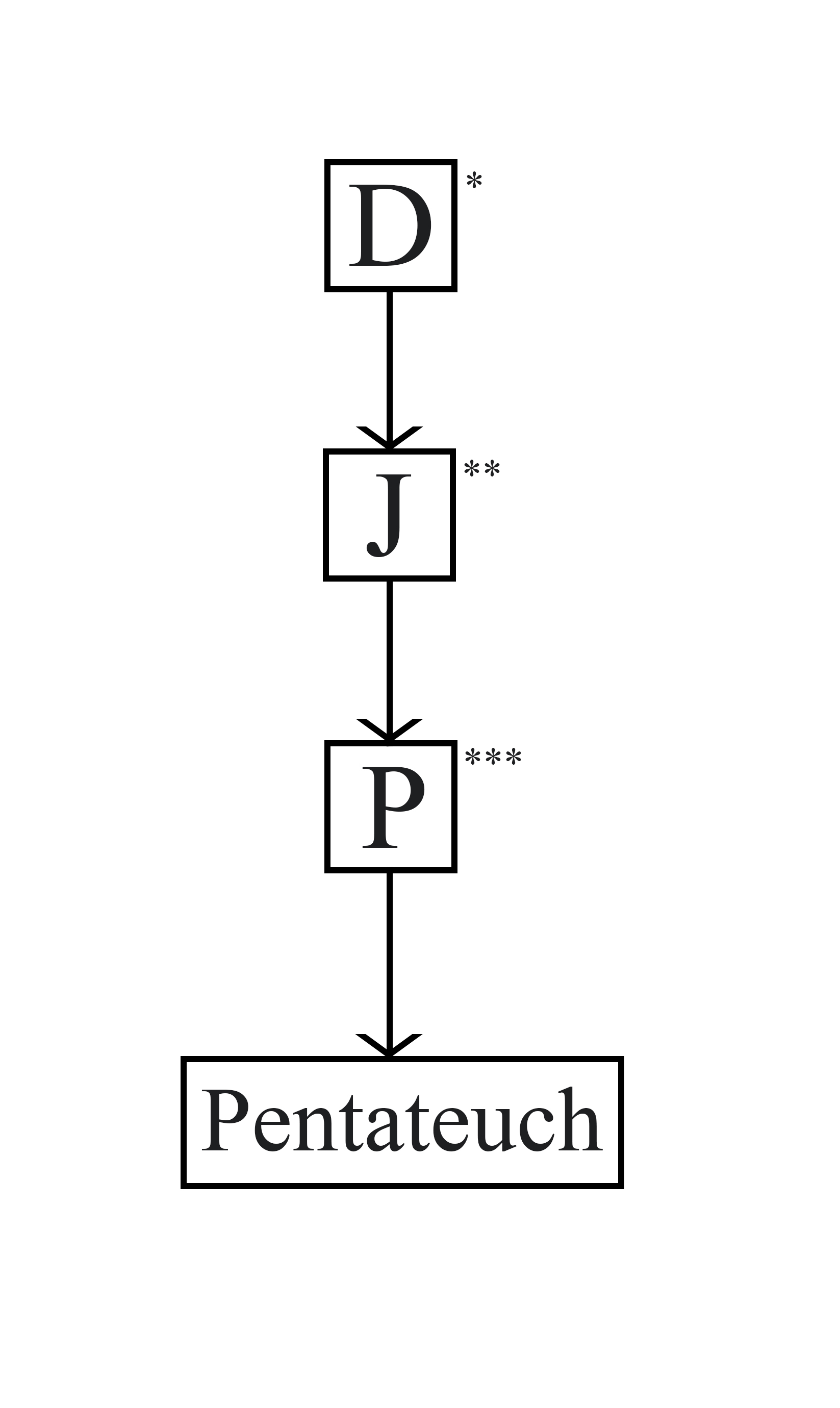
یکی از نمودارهای فرضی و مورد قبول دربارهٔ پروسه شکل‌گیری تورات. منبع پی با حرف P نشان داده شده‌است. Pentateuch همان تورات است.

منبع پی یا منبع روحانی (به انگلیسی: Priestly source) احتمالاً مورد قبول‌ترین منبع استفاده شده توسط نویسندگان تورات است. مطالب مبتنی بر منبع پی در تورات با سایر مطالبی که در آن وجود دارد تناقضاتی دارند و از یکدیگر متمایز هستند و این وجود یک منبع که محققان آن را بدین نام موسوم کرده‌اند را گواهی می‌دهد.. مطالبی که از منبع پی وارد تورات شده‌اند، بیشتر بر مسائل مربوط به روحانیون مانند مراسم‌های دینی تمرکز دارند. تأکید بر نقش هارون و بسط دادن شخصیت او در روایت خروج از مصر یکی از مطالب مبتنی بر منبع پی است.